# Svetlana Bogdanova
Svetlana Vladimirovna Bogdanova (en ruso: Светлана Владимировна Богданова, Ekaterimburgo, Unión Soviética, 12 de julio de 1964) es una exjugadora de balonmano soviética y rusa, medalla de bronce en los Juegos Olímpicos de Barcelona 92 y doble campeona mundial.

## Trayectoria
Bogdanova es una exjugadora de balonmano de origen ruso que destacó a nivel internacional durante las décadas de 1980 y 1990. Formada en la Escuela Deportiva Infantil y Juvenil de Ekaterimburgo empezó jugando al balonmano. Svetlana Bogdanova, antes de saltar a la liga española, jugó para el equipo de la Universidad Técnica Estatal de los Urales de su misma ciudad de nacimiento, en los años 80.
En el Campeonato del Mundo de 1990, junto a la selección soviética, se alzó con la medalla de oro, ganando la final por 24 a 22 a Yugoslavia y, en los Juegos Olímpicos de 1992 en Barcelona, también se subió al podio, ocupando el tercer lugar y llevándose la medalla de bronce con el equipo unificado de la Comunidad de Estados Independientes de las antiguas repúblicas soviéticas.Natalia Morskova, que ya jugaba en España por aquel entonces, le comentó la posibilidad de competir también con España, pero Bogdanova lo rechazó.
Ya en 1996, Bogdanova con los 27 años ya cumplidos y tras el desmantelamiento del club ruso con la salida del entrenador V.V. Barkusov, fichó por el Milar L'Eliana con el que ganó la Liga de Campeones de la EHF en 1997 y fue finalista de la Recopa de Europa en 1997. Con el club español Ferrobus Mislata ganó la Liga Europea de la EHF en el año 2000. Se da la curiosidad que, en su fichaje por el equipo español, el club valenciano le asignó 1000 dólares para la mudanza a España que, tras varios años jugando allí, su antiguo club reclamó en concepto de formación.
Tras tres temporadas en el Ferrobus jugó otros cuatro años más en España, con la SD Itxako.
Ya en 2001, cuando el desmembramiento de la antigua URSS terminó, recibió una invitación para convertirse en la portera de la selección rusa de balonmano femenino. Volvió a ser campeona del mundo, esta vez con la selección rusa tras ganar 30:25 en la final a Noruega, en el Campeonato del Mundo de 2001 en Italia.
En 2006 puso fin a su carrera deportiva.

### Clubes
- -1996:  Politécnico de los Urales
- 1996-99:  Milar L'Eliana
- 1999-02:  Ferrobus Mislata
- 2002-06:  SD Itxako

## Títulos y galardones individuales

### Títulos
- 1 x Champions League (1997)
- 1 x EHF European League (2000)
- 2 x Liga de España (1996/97, 1997/98)
- 4 x Copa de la Reina (1997, 1998, 1999, 2001)

### Galardones individuales
- Maestro de Deportes de la URSS (1984)[1]
- Maestro de Deportes de la URSS de Clase Internacional (1990)
- Honorable Maestro de Deportes de la URSS (1992)
- Mejor portera del siglo XX por la IHF.[11]